# کالج منطقه معدنی
کالج منطقه معدنی یک کالج عمومی در پارک هیلز، میسوری است. دانشجویان می‌توانند طیف گسترده‌ای از گواهینامه‌ها مدارک را طی ۲ سال دریافت کنند. دانشجویان می‌توانند برای تکمیل برنامه‌های کارشناسی به موسسات چهار ساله منتقل شوند یا ممکن است در برنامه‌های ۲+۲ ارائه شده در دانشگاه توسط دانشگاه مرکزی متدیست یا دانشگاه میزوری در سنت لوئیس شرکت کنند. این مدرسه در سال ۲۰۱۹ تعداد ۲۶۴۰ دانش آموز ثبت نام کرد.